# 加藤義宗
加藤 義宗 （かとう よしむね、1980年1月14日 - ）は、東京都出身の俳優。オフィスPSCに所属。父は、俳優で演出家の加藤健一。
1996年、加藤健一事務所プロデュース公演『私はラッパポートじゃないよ』で初舞台を踏んだ後、同事務所が主宰する俳優教室の17期生となる。
2020年　プロデュースユニット「義庵」を立ち上げ第一回公演として「審判」を上演。

## 出演

### 舞台
- 私はラッパポートじゃないよ（1996年、加藤健一事務所）
- 煙が目にしみる（2005年、加藤健一事務所） - 野々村 亮太 役
- Switch!（2005年、ブルーシャトルプロデュース）
- シャリトーベルサイユ（2008年、ブルーミング・エージェンシープロデュース） - 辰夫 役
- フルーツバスケット（2009年、スタジオライフ） - 草摩 潑春 役
- パパ、I LOVE YOU!（2009年、加藤健一事務所） - レズリー 役
- コラボレーション（2011年、加藤健一事務所） - ハンス・ヒンケル 役
- 「Diabolos」〜アルアドル・マリーク家の悲劇〜（2011年、しゅうくりー夢） - キュリアコス 役
- ええから加減（2012年、東宝/コマ・スタジアム） - 大神アキラ 役
- シュペリオール・ドーナツ（2012年、加藤健一事務所） - 主演 フランコ・ウィックス 役
- モリー先生との火曜日（2013年、加藤健一事務所） - 主演 ミッチ・アルボム 役
- Be My Baby〜いとしのベイビー〜（2013年、加藤健一事務所） - クリスティ・マッコール 役
- あとにさきだつうたかたの（2014年、加藤健一事務所） - 市原良一 役
- 音楽劇 チンチン電車と女学生（2014年、劇団往来） - 東真太郎 役
- にわか雨、ときたま雨宿り（2014年、ジェイ・クリップ） - 西村大輔 役
- ブロードウェイから45秒（2014年、加藤健一事務所） - ソロマン・マンテューテュー 役
- ペリクリーズ（2015年、加藤健一事務所） - ライシマカス・他 役
- 子供のためのシェイクスピア ロミオとジュリエット（2015年、華のん企画） - 主演 ロミオ 役
- 弥次喜多（2015年、ハイリンド） - 十吉 役
- Be My Baby〜いとしのベイビー〜（2016年、加藤健一事務所 再演） - クリスティ・マッコール 役
- マハゴニー市の興亡（2016年、KAAT神奈川芸術劇場プロデュース） - マハゴニー市民
- Be My Baby〜いとしのベイビー〜（2017年、加藤健一事務所 再々演 九州 北海道 静岡） - クリスティ・マッコール 役
- 義風堂々（2017年、エイベックス・エンタテインメント） - 喜八 役
- 音楽劇 チンチン電車と女学生（2017年、劇団往来） - 森山先生 役
- Life Pathfinder（2018年、Life Pathfinder制作） - アテンダントクルー 役
- 殺人ラヂヲ（2018年、オフィスPSCプロデュース） - 蝶々亭 毛虫 役
- 曽根崎情交（2018年、徳島県主催） - ダイチ 役
- 不思議なラヴ・ストーリー（2018年、ミュージカル座）
- 更地 SELECT SAKURA III（2019年、大森カンパニープロデュース）
- 審判（2020年、義庵）  -   主演　アンドレイ・ヴァホフ　役
- プレッシャー（2020年、加藤健一事務所）
- 更地SELECT SAKURA V (2021年、大森カンパニープロデュース)
- グッドディスタンス　風吹く街の短篇集 第五章 (2021年、本多真弓プロデュース)
- 叔母との旅（2021年、加藤健一事務所）
- サンシャインボーイズ（2022年、加藤健一事務所）
- 審判（2022年、義庵）
- 夏の盛りの蝉のように（2022年、加藤健一事務所）
- 聖なる炎（2023年、俳優座劇場プロデュース）
- ちいさき神の、作りし子ら（2024年、加藤健一事務所）[2]
- 灯に佇む（2024年、加藤健一事務所）[3]
- 詩人の恋（2024年、加藤健一事務所）[4]

### テレビドラマ
- ウルトラQ dark fantasy（2004年、テレビ東京）
- ギラギラ 第3話（2008年、朝日放送/テレビ朝日） - 海 役
- Wの悲劇（2010年1月11日、TBS） - 捜査員 役
- 鉄道警察官・清村公三郎 7（2011年10月5日、テレビ東京/BSジャパン） - 勝田晴彦 役
- 信州あづみ野の名刑事 道原伝吉の捜査行 長崎・雲仙・島原 湯煙地獄（2012年6月6日、テレビ東京/BSジャパン） - 岡島刑事 役
- 鉄道警察官・清村公三郎 10 SL大井川殺人ルート（2013年6月12日、テレビ東京/BSジャパン） - 医師 役
- 千葉テレビ開局50周年記念ドラマ「チバケンのマツモトさん。」（2021年5月1日チバテレビ）　- 今井進　役

### 映画
- 歌うヒットマン！（2011年、バンブーピクチャーズ）
- ハケンアニメ（2022年、東映）

### CM
- 日本コカ・コーラ バニラ（2003年）
- 高橋酒造 米焼酎しろ「魂売っちゃうのかよ…」編（2007年）
- アクサ生命保険 スマート・ケア「進み続ける男」篇（2017年）

### ラジオ
- イレーナの帰還　NHK青春アドベンチャー(2020年)　-  アーリ役
- TBSラジオ　AudioMovie「偉人伝by川口技研」～渋沢栄一と富岡製糸場～（2021年）　　- 尾高新五郎　役

### 広告
- 渋谷マークシティ
- Men's TBC